# São Domingos (Concelho)
São Domingos ist ein Distrikt (concelho) auf der Insel Santiago im Süden der Kapverdischen Inseln. Der Hauptort des Distrikts ist São Domingos mit knapp 3000 Einwohnern (2021).

## Geografie
Der Distrikt São Domingos befindet sich im südöstlichen Teil der Insel Santiago. Ackerland bedeckt den östlichen und den zentralen Teil der Insel, wo der Abfluss aus dem Zentrum der Insel einen höheren Grundwasserspiegel und lehmigere Böden als die dichten Lehmböden im größten Teil der Insel ermöglicht. Im Westen dominieren Berge, wo das steile Relief und der fehlende Abfluss von Regenwasser eine großflächige Landwirtschaft unmöglich machen. Mehrere Dutzend Dörfer mit Subsistenzlandwirtschaft liegen entlang der Hauptstraße, die nach Assomada führt. 

## Geschichte
Der Distrikt São Domingos wurde 1994 gegründet, als zwei Gemeinden des Distrikt Praia abgetrennt wurden, um den neuen Distrikt São Domingos zu bilden.

## Gliederung
Die Gemeinde besteht aus zwei Freguesias (Gemeinden):
- Nossa Senhora da Luz
- São Nicolau Tolentino

## Einwohner
| Jahr | Einwohner |
| ---- | --------- |
| 1990 | 013.320   |
| 2010 | 013.808   |
| 2021 | 013.958   |